# 황교선
황교선(1938년 9월 1일~2022년 3월 30일)은 대한민국의 정치인이다. 제5대 고양시장을 역임하였다.

## 학력
- 일산국민학교(졸업)
- 덕수중학교(졸업)
- 덕수상업고등학교(졸업)
- 고려대학교 상과대학(경영학과 학사)
- 고려대학교 경영대학원(경영학 석사)

## 경력
- 1995.07~1998.06 제4대 경기도의회 의원
- 1999.08~2002.06 제5대 경기도 고양시장
- 2000.10.31 한나라당 탈당
- 2002.05 한국미래연합 입당

## 역대 선거 결과
|  | 38.07% |

|  | 39.29% |

|  | 44.5% |

|  | 12.18% |

| 전임 신동영 (권한대행)조한유 | 제5대 경기도 고양시장 1999년 8월 20일~2002년 6월 30일 | 후임 강현석 |